# Matylda (román)
Matylda je román pro děti, který napsal britský spisovatel Roald Dahl a ilustroval Quentin Blake. Knihu vydalo v roce 1988 nakladatelství Jonathan Cape. V příběhu vystupuje Matylda, předčasně vyspělé dítě s lhostejnými rodiči, přičemž ani ve škole to nemá kvůli ředitelce slečně Kruťákové lehké. Kniha byla adaptována v různých médiích, například v celovečerním filmu z roku 1996 režiséra Dannyho DeVita, dvoudílném programu BBC Radio 4 a muzikálu z let 2010 až 2011 ve West Endu v Londýně, na Broadwayi v New Yorku a po celém světě. Filmová adaptace muzikálu byla vydána v roce 2022.
V roce 2003 se Matylda umístila na 1. příčce v The Big Read, průzkumu BBC mezi britskou veřejností o 200 nejlepších románech všech dob. V roce 2012 byla Matylda zařazena na 30. místo mezi nejlepšími dětskými romány všech dob v průzkumu zveřejněném americkým měsíčníkem School Library Journal. Týdeník Time zařadil Matyldu do svého seznamu 100 nejlepších knih pro mláděž všech dob. V roce 2012 se Matylda objevila na pamětní poštovní známce Royal Mail.

## Děj
Již od narození začíná Matylda vykazovat úžasnou předčasnou vyspělost – mluví v jednom roce a čte ve třech a půl letech, ve čtyřech letech a třech měsících má přečtené všechny dětské knihy v knihovně a přechází k delším klasikám. Její rodiče, pan a paní Kazisvětovi, ji však citově zneužívají a zcela odmítají uznat její schopnosti. V pěti a půl letech Matylda nastupuje do školy a spřátelí se se svou učitelkou slečnou Dobrotovou, která je ohromena jejími intelektuálními schopnostmi.
Slečna Dobrotová se snaží Matyldu přesunout do vyšší třídy, ale tyranská ředitelka, slečna Kruťáková, odmítá. Slečna Dobrotová se také snaží mluvit s panem a paní Kazisvětovými o inteligenci jejich dcery, ale oni ji ignorují. Matka tvrdí, že „chytrost“ je u malé holčičky nežádoucí vlastnost. Slečna Kruťáková později konfrontuje dívku jménem Amanda Mašlatá za nošení copánků (v celé knize ředitelka opakovaně projevuje odpor k dlouhým vlasům) a vrhne s dívkou přes plot hřiště kladivem. Chlapec jménem Bruce Bahnil je později chycen kuchařem, jak krade kousek dortu slečny Kruťákové. Ředitelka ho přiměje, aby se pokusil sníst 18 palců (46 cm) široký dort před shromážděním, a poté, co se mu to nečekaně podaří, ve vzteku mu rozbije talíř o hlavu. Matylda si rychle vytvoří obzvlášť silné pouto se slečnou Dobrotovou a sleduje, jak slečna Kruťáková terorizuje své studenty záměrně přehnanými tresty, aby jim rodiče neuvěřili – například zavírání do temné skříně lemované hřebíky a rozbitým sklem. Když Matyldina kamarádka Levandule vloží do džbánu s vodou slečny Kruťákové mloka, je obviňována Matylda. Ta v hněvu použije nečekanou sílu telekineze, aby naklonila sklenici vody s mlokem na slečnu Kruťákovou. Matylda odhalí své nové schopnosti slečně Dobrotové, která se svěří, že poté, co její bohatý otec podezřele zemřel, byla vychována násilnickou tetou, slečnou Kruťákovou. Zdá se, že Kruťáková kromě jiných přečinů zadržuje dědictví své neteře. Slečna Dobrotová musí žít v chudobě na opuštěné farmě a její plat je vyplácen na bankovní účet slečny Kruťákové po dobu prvních 10 let její učitelské kariéry, přičemž je omezena na kapesné ve výši 1 £ týdně.
Matylda se připravuje na pomstu slečny Dobrotové a cvičí doma svou telekinezi. Později, během sadistické lekce, kterou vyučuje slečna Kruťáková, Matylda telekineticky zvedne kousek křídy na tabuli a začne ji používat k psaní, přičemž se vydává za ducha zemřelého otce slečny Dobrotové. Ten požaduje, aby se slečna Kruťáková vzdala domu a mzdy slečny Dobrotové a opustila školu, což způsobí, že slečna Kruťáková omdlí. Následujícího dne navštíví dům slečny Kruťákové zástupce ředitele školy pan Klobouček a zjistí, že je prázdný, kromě známek spěšného odchodu. Slečnu Kruťákovou už nikdy nikdo nespatří a další den slečna Dobrotová obdrží dopis od místní advokátní kanceláře, ve kterém se píše, že celoživotní úspory jejího otce jsou v bezpečí její banky a majetek, ve kterém žila jako dítě, jí zůstal. Pan Klobouček se stává novým ředitelem. Je schopný a dobrosrdečný, velmi zlepší atmosféru a upraví učební osnovy školy a rychle přemístí Matyldu do nejlepší třídy s 11letými dětmi. Pro Matyldu je úlevou, když brzy poté přestane být schopná telekineze. Slečna Dobrotová teoretizuje, že je to proto, že Matylda využívá svůj mozek v náročnějším učebním plánu a méně energie jejího mozku zůstane nevyužité.
Matylda nadále pravidelně navštěvuje slečnu Dobrotovou v jejím domě. Jednoho dne přichází domů a nachází své rodiče a staršího bratra Michala, jak se spěšně balí do Španělska. Slečna Dobrotová jí vzápětí vysvětlí, že je to proto, že policie zjistila, že pan Kazisvět prodával kradená auta. Matylda žádá o povolení žít se slečnou Dobrotovou, s čímž její rodiče poněkud roztržitě souhlasí. Matylda a slečna Dobrotová najdou svůj šťastný konec. Kazisvětovi odjíždějí a Matylda už je nikdy neuvidí.

## Tvorba knihy
Jméno hlavní hrdinky bylo odvozeno z básně „Matilda, who told such dreadful lies and was burned to death“ od Hilaire Belloca a původní návrh románu tedy vykresloval Matyldu jako zlou a iracionální dívku, která týrala své nevinné rodiče a využívala své psychokinetické schopnosti, aby pomohla neetickému učiteli získat peníze na koňské dostihy. Dahlův americký editor, Stephen Roxburgh, tento návrh odmítl a z Matyldy udělal nevinné dítě, které miluje knihy, a jehož síly se projevují v důsledku týrání, které musí snášet. Roxburgh přepsal všechny hlavní postavy, včetně přepsání neetické učitelky na paní Dobrotovou. Dahl změny přijal, ale odmítl dokončit smlouvu o vydavatelství. Nakonec smlouvu s Roxburghem ukončil a upravený rukopis prodal jinému vydavateli. Dahl v rozhovoru vysvětlil, že se nejprve „mýlil“ a že následné přepsání knihy trvalo více než rok.

## Ohlas
V roce 2003 byla Matylda uvedena na 74. místě v The Big Read, průzkumu BBC mezi britskou veřejností o 200 nejlepších románech všech dob. V roce 2012 byla Matylda zařazena na 30. místo v seznamu 100 nejlepších dětských románů vydávaných School Library Journal, měsíčníkem s převážně americkým publikem. Byla to první ze čtyř Dahlových knih mezi 100 nejlepšími, v tomto ohledu byl tedy Dahl úspěšnější než všichni ostatní spisovatelé. Týdeník Times zařadil Matyldu do svého seznamu 100 nejlepších knih pro mládež všech dob. Celosvětové tržby dosáhly 17 milionů dolarů a od roku 2016 tržby vzrostly do takové míry, že převyšují prodej ostatních Dahlových děl.
Když v roce 2007 vydalo knihu v češtině nakladatelství Knižní klub, napsal Pavel Mandys v časopise Týden, že próza má v sobě mnoho prvků z Dahlových vynalézavých povídek pro dospělé – což je obzvláště vhodné pro „dnešní čím dál zkušenější a cyničtější děti“.

## Dahlova inspirace
„Zlá a odporná“ paní Pratchettová, majitelka cukrárny, kterou Dahl jako chlapec navštěvoval v Cardiffu, ho inspirovala k vytvoření slečny Kruťákové. Pan Kazisvět byl založen na skutečné postavě z Dahlovy rodné vesnice Great Missenden v Buckinghamshire. Knihovna v Great Missenden byla inspirací pro knihovnu paní Phelpsové, kde Matylda hltá klasickou literaturu ve věku čtyř let a tří měsíců. O Matyldině lásce ke čtení knih Lucy Dahl uvedla, že román jejího otce byl zčásti o jeho lásce ke knihám: „Myslím, že v jeho srdci byl hluboký a upřímný strach, že knihy odejdou, a o tom chtěl psát.“

## Adaptace
V roce 1990 zinscenovalo divadlo Redgrave ve Farnhamu muzikálovou verzi upravenou Rony Robinsonem s hudbou Kena Howarda a Alana Blaikleyho, která cestovala po Velké Británii. Druhá muzikálová verze románu, Matilda the Musical, napsaná Dennisem Kellym a Timem Minchinem a objednaná Royal Shakespeare Company, měla premiéru v listopadu 2010. V Cambridge Theatre ve West Endu byla zahájena 24. listopadu 2011. Muzikál poté absolvoval turné po USA a byl uveden v červenci 2015 v Austrálii. Jevištní verze se u publika stala velmi populární a byla oceňována řadou kritiků. Získala několik Olivier Awards ve Velké Británii a Tony Awards v USA.
Román byl zfilmován pod stejnojmenným názvem Matilda v roce 1996. Film změnil prostředí a národnost každé postavy z Britské na Americkou. Přestože se nejednalo o komerční úspěch, byl v době svého vydání kritiky velmi uznáván. Dne 27. listopadu 2018 média uvedla, že Netflix zpracuje Matyldu jako animovaný seriál, který bude součástí „série animovaných seriálů“ spolu s dalšími knihami Roalda Dahla, jako jsou Obr Dobr, Prevítovi a Karlík a továrna na čokoládu. Filmová adaptace muzikálu byla vydána společnostmi Sony Pictures Releasing a Netflix v roce 2022. Hrají Alisha Weirová jako Matylda a Emma Thompsonová jako slečna Kruťáková. Režíruje Matthew Warchus.

### 30 let od vydání knihy
Ilustrátor Quentin Blake v říjnu 2018 oslavil 30 let od vydání knihy tím, že si představil, co by dnes Matylda jako dospělá žena mohla dělat. Nakreslil obrazy jejích tří možných rolí: objevitelka, astrofyzička a knihovnice v Britské knihovně.

## Souvislosti s jinými knihami Roalda Dahla
Jako trest za krádež kousku z čokoládového dortu slečny Kruťákové musí viník, kterým je obézní Bruce Bahnil, sníst celý obrovský dort na jedno posezení. V knize „Roald Dahl's Revolting Recipes“ je jeden z receptů inspirován tímto dortem. Povídka Kouzelný prst, vydaná v roce 1966, mohla být předzvěstí Matyldy. V ní má mladá dívka ve svých prstech moc dělat věci druhým lidem, když se ocitne v emočně vypjaté situaci.